# Ethniki Odos 86
Die Ethniki Odos 86 (griechisch Εθνική Οδός 86 ‚Nationalstraße 86‘) ist eine Straßenverbindung in Griechenland. Sie verläuft durch den Südosten der Halbinsel Peloponnes.

## Verlauf
Die Straße beginnt im Westen bei Krokees (Κροκεές) rund 20 km nördlich der Hafenstadt Gythio an der Straße Ethniki Odos 39 (Europastraße 961) und führt nach Osten durch das Binnenland über Skala und über den Fluss Evrotas nach Vlachioti und weiter nach Molai (Μολάοι), dessen Zentrum im Osten umfahren wird. Von dort setzt sie sich durch die Lakonische Halbinsel nach Südosten über Sykia zur Bucht Ormos Kremmidi fort, an deren Südende auf einer Halbinsel Monemvasia (Μονεμβασία) liegt, an dessen Toren die Straße endet.